# Sierra de Arcamo

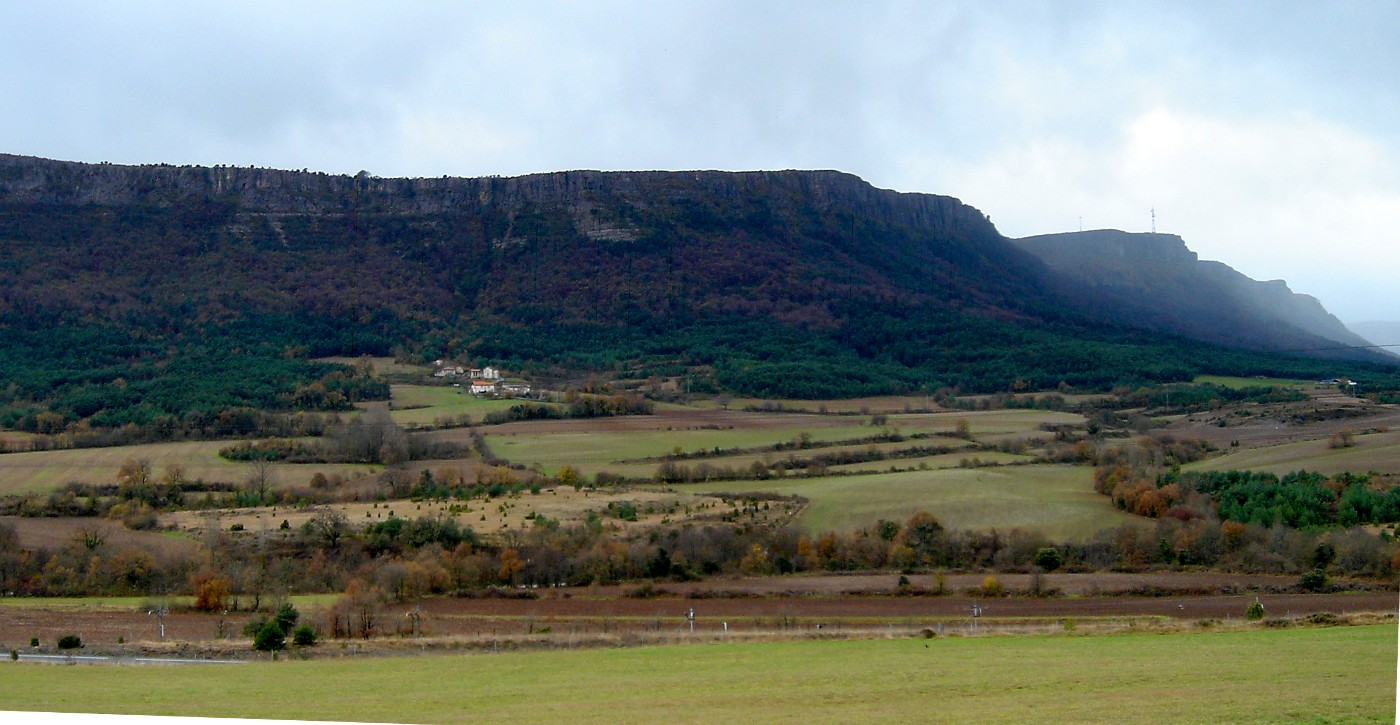
Cordillera Arkamo, Uribarri Kuartango

La sierra de Arcamo es una sierra de la provincia de Álava. 
Se encuentra situada entre Artaza, Barrón, Guinea, Carcamo y Fresneda en la cara sur colocados en su falda occidental y los de Ullivarri-Viña y Jocano en la cara opuesta. De esta sierra y de la de Gibijo que se sitúa al Norte y la de Badaya que se prolonga de norte a sur por la banda oriental de aquella, se forma el valle de Cuartango que riega el río Bayas corriendo de norte a Sur por entre dichas sierras. 